# Großer Preis von Kanada 1995
Der Große Preis von Kanada 1995 (offiziell XXXIII Grand Prix Molson du Canada) fand am 11. Juni auf dem Circuit Gilles-Villeneuve in Montreal statt und war das sechste Rennen der Formel-1-Weltmeisterschaft 1995.

## Berichte

### Hintergründe
Nach dem Großen Preis von Monaco führte Michael Schumacher in der Fahrerwertung mit fünf Punkten vor Damon Hill und mit 17 Punkten vor Gerhard Berger. In der Konstrukteurswertung führte Benetton-Renault mit vier Punkten vor Williams-Renault und mit fünf Punkten vor Ferrari.
Mit Schumacher und Berger (jeweils einmal) traten zwei ehemalige Sieger zu diesem Grand Prix an.
Außerdem kursierten an diesem Sonntagabend die ersten Gerüchte, dass Schumacher für 1996 einen Multimillionen-Dollar-Vertrag mit Ferrari unterzeichnet hatte.
Im Mai 1995 war das Team Simtek zahlungsunfähig. Da die Sponsoren weitere Geldzahlungen verweigerten, stellte es den Rennbetrieb nach dem Großen Preis von Monaco ein.

### Training
Vor dem Rennen fanden zwei Trainingseinheiten statt: Die erste am Freitagmorgen und die zweite am Samstagmorgen.
Das erste freie Training gewann Schumacher mit einer Zeit von 1:28,145 Minuten vor Jean Alesi und Hill.
Im zweiten freien Training war dann Hill mit einer Zeit von 1:28,691 Minuten der Schnellste vor Alesi und Berger.

### Qualifying
Das Qualifying fand in zwei Abschnitten statt, die jeweils beste Zeit entschied über die Startposition.
Im ersten Qualifyingsegment (Q1) war Schumacher mit einer Zeit von 1:27,661 Minuten der Schnellste. Im zweiten Qualifyingsegment (Q2) fuhr Schumacher erneut die Bestzeit mit 1:27,708 Minuten und konnte sich somit die Pole-Position sichern. Schumachers Pole-Position war die 100. für ein Renault-Auto und die neunte seiner Karriere.

### Warm-Up
Die Fahrer gingen am Sonntagmorgen zu einem 30-minütigen Warm-up auf die Strecke. Das 30-minütige Aufwärmtraining fand bei nassen Bedingungen statt, wobei es seit dem frühen Morgen ununterbrochen regnete, es war das erste Mal am Grand-Prix-Wochenende, dass es geregnet hatte. Hill war einer der wenigen Fahrer, die einen Fehler machten und sich an der neu installierten Schikane drehten. Hills Williams-Teamkollege David Coulthard drehte sich später in der vorherigen Kurve während Bertrand Gachot ebenfalls im Kiesbett landete. Nach einem kurzen Aufenthalt an der Box kehrte Hill auf die Strecke zurück, landete jedoch im Kiesbett und ließ sein Auto stehen. Aufgrund der wechselnden Wetterbedingungen war die Reihenfolge gemischt, wobei die Ferraris von Alesi und Berger auf den Plätzen eins und drei lagen. Rubens Barrichello teilte sie auf dem zweiten Platz, Schumacher wurde Vierter. Mika Häkkinen wurde Fünfter. Die Saubers von Heinz-Harald Frentzen und Jean-Christophe Boullion belegten die Plätze 6 und 7.

### Rennen
Beim Start behauptete Schumacher seine Führung, dahinter kollidierten dann Johnny Herbert und Häkkinen, was für beide das Aus bedeutete. Als Dritter musste Coulthard in der 2. Runde wegen eines Drehers aufgeben.

Die Ferrari überholten Hill und rückten auf die Plätze zwei und drei vor, doch beim Boxenstopp hatte Berger, der auf dem dritten Platz lag, Probleme. Wenige Runden vor Schluss berührte Berger dann den Ligier von Martin Brundle im Kampf um Platz 5, woraufhin beide ausschieden.

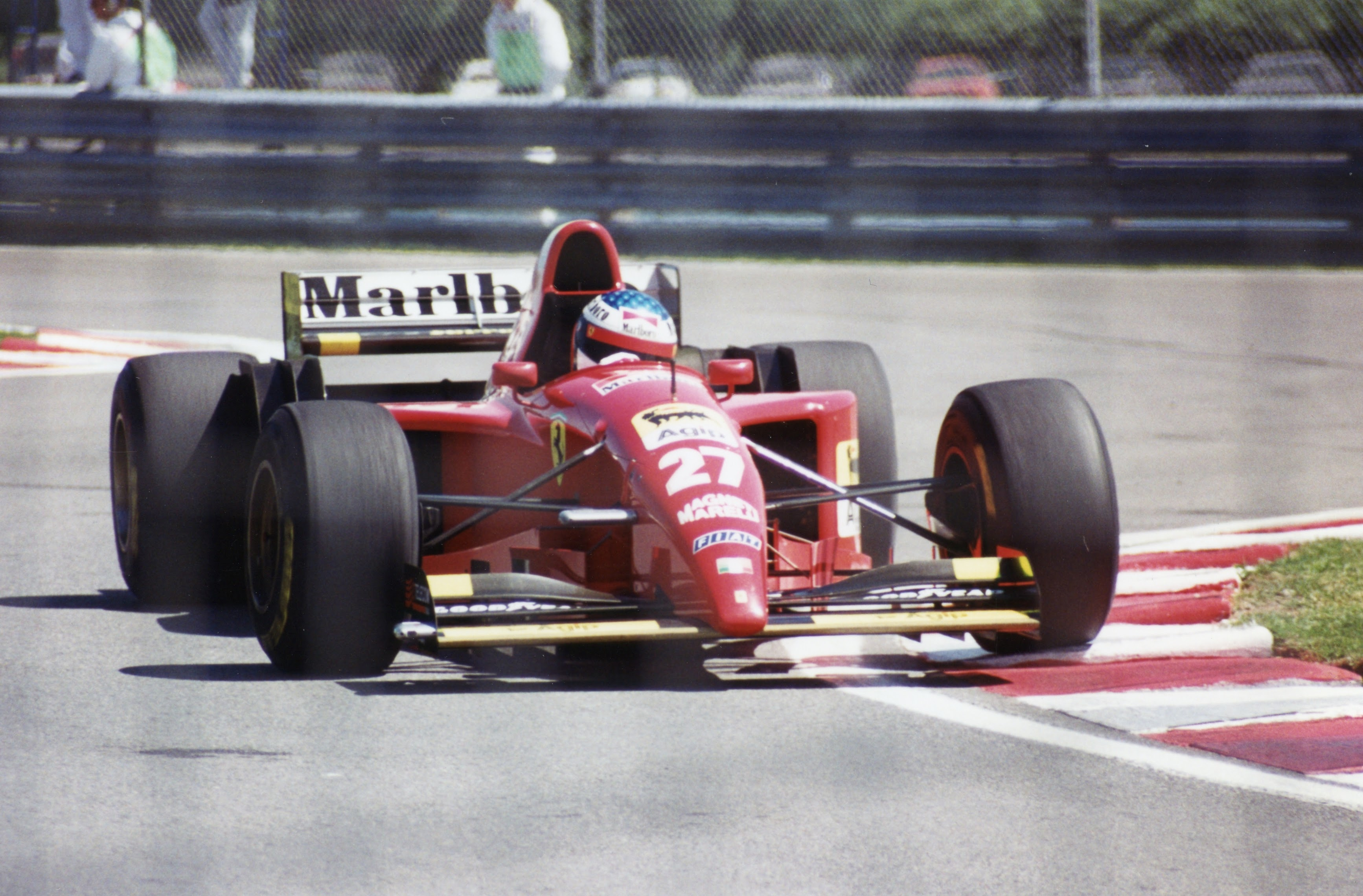
Der siegreiche Ferrari 412T2 von Jean Alesi

Schumacher führte die meiste Zeit des Rennens. Gegen Ende der 57. Runde zwang ihn jedoch ein elektrisches Problem an seinem Benetton-Renault an die Box zu gehen und ermöglichte dem Zweitplatzierten Alesi, die Führung zu übernehmen. Der 70-sekündige Boxenstopp zum Lenkradwechsel und zur Anpassung des Bordcomputers führte dazu, dass Schumacher als Siebter wieder ins Rennen ging. Am Ende kämpfte er sich wieder auf den fünften Platz vor. 
Alesi gewann schlussendlich das Rennen vor Barrichello und Eddie Irvine. Es war der erste und einzige Grand-Prix-Sieg für den französischen Fahrer Alesi. Zu dem Sieg kam noch hinzu, dass er an Alesis 31. Geburtstag stattfand. Dieses Rennen war auch das bisher letzte Mal, dass ein Grand Prix von einem Auto mit V12-Motor gewonnen wurde und es war auch das einzige Rennen der Saison, das von einem Auto ohne Renault-Antrieb gewonnen wurde. Die Jordan von Barrichello und Irvine folgten mit dem zweiten beziehungsweise dritten Platz auf dem Podium. Für beide war es das bisher beste Ergebnis ihrer Karriere gewesen. Vier Jahre zuvor hatte Jordan in Montreal seine ersten Weltmeisterschaftspunkte gesammelt.
Nachdem Alesi die Ziellinie überquert hatte, durchbrachen Fans die Zäune und stürmten in den Boxenbereich. Als Alesi in seiner Siegesrunde am anderen Ende der Rennstrecke in die Haarnadelkurve einfuhr, ging seinem Auto der Treibstoff aus, Alesi nahm sein Lenkrad ab, stellte sich auf das Dach des Autos und „surfte“ es zum Stehen. Schumacher, der sich von hinten näherte, hielt an und nahm Alesi auf seinem Auto zurück zur Box. Das Rennen dauerte eigentlich 69 Runden, die Ergebnisse wurden jedoch nach 68 Runden gewertet, da kurz nach Alesis Ziel ein Massenandrang herrschte. In den ursprünglichen Ergebnissen belegte Luca Badoer den 7. Platz vor Mika Salo, der neben der Boxenmauer angehalten hatte, um nicht die Zuschauer zu treffen. Mit Gachot gab es noch einen Fahrer, der bei allen bisherigen sechs Saisonrennen nicht ins Ziel kam.
In der Fahrerwertung konnte Schumacher trotz seines fünften Platzes seine Führung vor Hill ausbauen, da dieser nicht ins Ziel kam. Alesi zog mit dem Sieg wieder an Berger auf Platz 3 vorbei. In der Konstrukteurswertung übernahm Ferrari die Führung vor Benetton-Renault und Williams-Renault.

## Meldeliste
| Team                        | Nr. | Fahrer                   | Chassis         | Motor                 | Reifen |
| --------------------------- | --- | ------------------------ | --------------- | --------------------- | ------ |
| Mild Seven Benetton Renault | 01  | Michael Schumacher       | Benetton B195   | Renault 3.0 V10       | G      |
| Mild Seven Benetton Renault | 02  | Johnny Herbert           | Benetton B195   | Renault 3.0 V10       | G      |
| Nokia Tyrrell Yamaha        | 03  | Ukyō Katayama            | Tyrrell 023     | Yamaha 3.0 V10        | G      |
| Nokia Tyrrell Yamaha        | 04  | Mika Salo                | Tyrrell 023     | Yamaha 3.0 V10        | G      |
| Rothmans Williams Renault   | 05  | Damon Hill               | Williams FW17   | Renault 3.0 V10       | G      |
| Rothmans Williams Renault   | 06  | David Coulthard          | Williams FW17   | Renault 3.0 V10       | G      |
| Marlboro McLaren Mercedes   | 07  | Mark Blundell            | McLaren MP4/10B | Mercedes-Benz 3.0 V10 | G      |
| Marlboro McLaren Mercedes   | 08  | Mika Häkkinen            | McLaren MP4/10B | Mercedes-Benz 3.0 V10 | G      |
| Footwork Hart               | 09  | Gianni Morbidelli        | Footwork FA16   | Hart 3.0 V8           | G      |
| Footwork Hart               | 10  | Taki Inoue               | Footwork FA16   | Hart 3.0 V8           | G      |
| Total Jordan Peugeot        | 14  | Rubens Barrichello       | Jordan 195      | Peugeot 3.0 V10       | G      |
| Total Jordan Peugeot        | 15  | Eddie Irvine             | Jordan 195      | Peugeot 3.0 V10       | G      |
| Pacific Grand Prix Ltd      | 16  | Bertrand Gachot          | Pacific PR02    | Ford ED 3.0 V8        | G      |
| Pacific Grand Prix Ltd      | 17  | Andrea Montermini        | Pacific PR02    | Ford ED 3.0 V8        | G      |
| Parmalat Forti Ford         | 21  | Pedro Diniz              | Forti FG01      | Ford ED 3.0 V8        | G      |
| Parmalat Forti Ford         | 22  | Roberto Moreno           | Forti FG01      | Ford ED 3.0 V8        | G      |
| Minardi Scuderia Italia     | 23  | Pierluigi Martini        | Minardi M195    | Ford EDM 3.0 V8       | G      |
| Minardi Scuderia Italia     | 24  | Luca Badoer              | Minardi M195    | Ford EDM 3.0 V8       | G      |
| Ligier Gitanes Blondes      | 25  | Martin Brundle           | Ligier JS41     | Mugen-Honda 3.0 V10   | G      |
| Ligier Gitanes Blondes      | 26  | Olivier Panis            | Ligier JS41     | Mugen-Honda 3.0 V10   | G      |
| Scuderia Ferrari SpA        | 27  | Jean Alesi               | Ferrari 412T2   | Ferrari 3.0 V12       | G      |
| Scuderia Ferrari SpA        | 28  | Gerhard Berger           | Ferrari 412T2   | Ferrari 3.0 V12       | G      |
| Red Bull Sauber Ford        | 29  | Jean-Christophe Boullion | Sauber C14      | Ford Zetec-R 3.0 V8   | G      |
| Red Bull Sauber Ford        | 30  | Heinz-Harald Frentzen    | Sauber C14      | Ford Zetec-R 3.0 V8   | G      |

## Klassifikationen

### Qualifying
| Pos. | Fahrer                   | Konstrukteur       | Q1       | Q2         | Start |
| ---- | ------------------------ | ------------------ | -------- | ---------- | ----- |
| 01   | Michael Schumacher       | Benetton-Renault   | 1:27,661 | 1:27,708   | 01    |
| 02   | Damon Hill               | Williams-Renault   | 1:28,039 | 1:28,552   | 02    |
| 03   | David Coulthard          | Williams-Renault   | 1:28,590 | 1:28,091   | 03    |
| 04   | Gerhard Berger           | Ferrari            | 1:28,247 | 1:28,189   | 04    |
| 05   | Jean Alesi               | Ferrari            | 1:28,525 | 1:28,474   | 05    |
| 06   | Johnny Herbert           | Benetton-Renault   | 1:29,295 | 1:28,498   | 06    |
| 07   | Mika Häkkinen            | McLaren-Mercedes   | 1:29,406 | 1:28,910   | 07    |
| 08   | Eddie Irvine             | Jordan-Peugeot     | 1:29,021 | 1:29,259   | 08    |
| 09   | Rubens Barrichello       | Jordan-Peugeot     | 1:29,393 | 1:29,171   | 09    |
| 10   | Mark Blundell            | McLaren-Mercedes   | 1:30,279 | 1:29,641   | 10    |
| 11   | Olivier Panis            | Ligier-Mugen-Honda | 1:29,809 | 1:30,345   | 11    |
| 12   | Heinz-Harald Frentzen    | Sauber-Ford        | 1:30,285 | 1:30,017   | 12    |
| 13   | Gianni Morbidelli        | Footwork-Hart      | 1:30,854 | 1:30,159   | 13    |
| 14   | Martin Brundle           | Ligier-Mugen-Honda | 1:30,880 | 1:30,255   | 14    |
| 15   | Mika Salo                | Tyrrell-Yamaha     | 1:30,657 | 1:30,695   | 15    |
| 16   | Ukyō Katayama            | Tyrrell-Yamaha     | 1:31,958 | 1:31,382   | 16    |
| 17   | Pierluigi Martini        | Minardi-Ford       | 1:31,859 | 1:31,445   | 17    |
| 18   | Jean-Christophe Boullion | Sauber-Ford        | 1:31,925 | 1:31,838   | 18    |
| 19   | Luca Badoer              | Minardi-Ford       | 1:32,453 | 1:31,853   | 19    |
| 20   | Bertrand Gachot          | Pacific-Ford       | 1:33,866 | 1:32,841   | 20    |
| 21   | Andrea Montermini        | Pacific-Ford       | 1:33,910 | 1:32,894   | 21    |
| 22   | Taki Inoue               | Footwork-Hart      | 1:32,995 | keine Zeit | 22    |
| 23   | Roberto Moreno           | Forti-Ford         | 1:34,000 | 1:35,559   | 23    |
| 24   | Pedro Diniz              | Forti-Ford         | 1:36,187 | 1:34,982   | 24    |

### Rennen
| Pos. | Fahrer                   | Konstrukteur       | Runden | Stopps | Zeit        | Start | Schnellste Runde |
| ---- | ------------------------ | ------------------ | ------ | ------ | ----------- | ----- | ---------------- |
| 01   | Jean Alesi               | Ferrari            | 68     | 1      | 1:44:54,171 | 05    | 1:30,398 (33.)   |
| 02   | Rubens Barrichello       | Jordan-Peugeot     | 68     | 1      | + 31,477    | 09    | 1:30,626 (33.)   |
| 03   | Eddie Irvine             | Jordan-Peugeot     | 68     | 1      | + 35,980    | 08    | 1:30,874 (32.)   |
| 04   | Olivier Panis            | Ligier-Mugen-Honda | 68     | 1      | + 41,314    | 11    | 1:31,654 (66.)   |
| 05   | Michael Schumacher       | Benetton-Renault   | 68     | 2      | + 44,676    | 01    | 1:29,174 (67.)   |
| 06   | Gianni Morbidelli        | Footwork-Hart      | 67     | 1      | + 1 Runde   | 13    | 1:31,791 (31.)   |
| 07   | Mika Salo                | Tyrrell-Yamaha     | 67     | 3      | + 1 Runde   | 15    | 1:32,153 (40.)   |
| 08   | Luca Badoer              | Minardi-Ford       | 67     | 1      | + 1 Runde   | 19    | 1:33,000 (15.)   |
| 09   | Taki Inoue               | Footwork-Hart      | 66     | 1      | + 2 Runden  | 22    | 1:33,079 (31.)   |
| 10   | Martin Brundle           | Ligier-Mugen-Honda | 61     | 1      | DNF         | 14    | 1:31,496 (56.)   |
| 11   | Gerhard Berger           | Ferrari            | 61     | 1      | DNF         | 04    | 1:30,491 (21.)   |
| –    | Pierluigi Martini        | Minardi-Ford       | 60     | 4      | DNF         | 17    | 1:32,855 (46.)   |
| –    | Roberto Moreno           | Forti-Ford         | 54     | 1      | DNF         | 23    | 1:36,483 (51.)   |
| –    | Damon Hill               | Williams-Renault   | 50     | 1      | DNF         | 02    | 1:30,783 (09.)   |
| –    | Mark Blundell            | McLaren-Mercedes   | 47     | 1      | DNF         | 10    | 1:31,527 (25.)   |
| –    | Ukyō Katayama            | Tyrrell-Yamaha     | 42     | 4      | DNF         | 16    | 1:32,435 (37.)   |
| –    | Bertrand Gachot          | Pacific-Ford       | 36     | 2      | DNF         | 20    | 1:33,607 (21.)   |
| –    | Heinz-Harald Frentzen    | Sauber-Ford        | 26     | 0      | DNF         | 12    | 1:31,155 (26.)   |
| –    | Pedro Diniz              | Forti-Ford         | 26     | 2      | DNF         | 24    | 1:38,055 (05.)   |
| –    | Jean-Christophe Boullion | Sauber-Ford        | 19     | 0      | DNF         | 18    | 1:32,975 (13.)   |
| –    | Andrea Montermini        | Pacific-Ford       | 5      | 0      | DNF         | 21    | 1:35,588 (05.)   |
| –    | David Coulthard          | Williams-Renault   | 1      | 0      | DNF         | 03    | 1:40,928 (01.)   |
| –    | Johnny Herbert           | Benetton-Renault   | 0      | 0      | DNF         | 06    | –                |
| –    | Mika Häkkinen            | McLaren-Mercedes   | 0      | 0      | DNF         | 07    | –                |

## WM-Stände nach dem Rennen
Die ersten sechs Fahrer eines Rennens bekamen 10, 6, 4, 3, 2 und 1 Punkt(e).

### Fahrerwertung
| Pos. | Fahrer                | Konstrukteur       | Punkte |
| ---- | --------------------- | ------------------ | ------ |
| 01   | Michael Schumacher    | Benetton-Renault   | 36     |
| 02   | Damon Hill            | Williams-Renault   | 29     |
| 03   | Jean Alesi            | Ferrari            | 24     |
| 04   | Gerhard Berger        | Ferrari            | 17     |
| 05   | Johnny Herbert        | Benetton-Renault   | 12     |
| 06   | David Coulthard       | Williams-Renault   | 9      |
| 07   | Rubens Barrichello    | Jordan-Peugeot     | 6      |
| 08   | Eddie Irvine          | Jordan-Peugeot     | 6      |
| 09   | Mika Häkkinen         | McLaren-Mercedes   | 5      |
| 10   | Olivier Panis         | Ligier-Mugen-Honda | 4      |
| 11   | Heinz-Harald Frentzen | Sauber-Ford        | 4      |
| 12   | Mark Blundell         | McLaren-Mercedes   | 3      |
| 13   | Gianni Morbidelli     | Footwork-Hart      | 1      |
| 14   | Mika Salo             | Tyrrell-Yamaha     | 0      |
| 15   | Pierluigi Martini     | Minardi-Ford       | 0      |

| Pos. | Fahrer                   | Konstrukteur       | Punkte |
| ---- | ------------------------ | ------------------ | ------ |
| 16   | Aguri Suzuki             | Ligier-Mugen-Honda | 0      |
| 17   | Luca Badoer              | Minardi-Ford       | 0      |
| 18   | Ukyō Katayama            | Tyrrell-Yamaha     | 0      |
| 19   | Jean-Christophe Boullion | Sauber-Ford        | 0      |
| 20   | Domenico Schiattarella   | Simtek-Ford        | 0      |
| 21   | Martin Brundle           | Ligier-Mugen-Honda | 0      |
| 22   | Taki Inoue               | Footwork-Hart      | 0      |
| 23   | Andrea Montermini        | Pacific-Ford       | 0      |
| 24   | Pedro Diniz              | Forti-Ford         | 0      |
| 25   | Nigel Mansell            | McLaren-Mercedes   | 0      |
| 26   | Jos Verstappen           | Simtek-Ford        | 0      |
| 27   | Karl Wendlinger          | Sauber-Ford        | 0      |
| 28   | Roberto Moreno           | Forti-Ford         | 0      |
| –    | Bertrand Gachot          | Pacific-Ford       | 0      |

### Konstrukteurswertung
| Pos. | Konstrukteur       | Punkte |
| ---- | ------------------ | ------ |
| 01   | Ferrari            | 41     |
| 02   | Benetton-Renault   | 38     |
| 03   | Williams-Renault   | 32     |
| 04   | Jordan-Peugeot     | 12     |
| 05   | McLaren-Mercedes   | 8      |
| 06   | Ligier-Mugen-Honda | 4      |
| 07   | Sauber-Ford        | 4      |

| Pos. | Konstrukteur   | Punkte |
| ---- | -------------- | ------ |
| 08   | Footwork-Hart  | 1      |
| 09   | Tyrrell-Yamaha | 0      |
| 10   | Minardi-Ford   | 0      |
| 11   | Simtek-Ford    | 0      |
| 12   | Pacific-Ford   | 0      |
| 13   | Forti-Ford     | 0      |

Anmerkungen
1. 1 2  Benetton-Renault und Williams-Renault erhielten beim Großen Preis von Brasilien keine Konstrukteurspunkte (zehn bzw. sechs) wegen Verwendung nicht regelkonformen Treibstoffs.